# Bakir Izetbegović
Bakir Izetbegović (ur. 28 czerwca 1956 w Sarajewie) – bośniacki polityk, deputowany do parlamentu od 2006. Członek Prezydium Republiki Bośni i Hercegowiny od 10 listopada 2010 do 17 listopada 2018, przewodniczący prezydium od 10 marca do 10 listopada 2012 oraz od 10 marca 2014 roku do 17 listopada 2014 roku 17 marca do 17 listopada 2016 i 17 marca do 17 listopada 2018.

## Życiorys

### Edukacja i praca zawodowa
Bakir Izetbegović urodził się w 1956 w Sarajewie w ówczesnej SFR Jugosławii. Jest synem pierwszego prezydenta Bośni i Hercegowiny Aliji Izetbegovicia. W 1981 ukończył studia w Szkole Architektury w Sarajewie. 
W latach 1982–1991 pracował jako konsultant dla sarajewskiej firmy Konsalting. Następnie, do 2003 był dyrektorem Urzędu Budowlanego w kantonie Sarajewo. W tym czasie pełnił również funkcję koordynatora przy budowie stołecznej biblioteki Ghazi Husrev Bey oraz centrum BBI. Od 1995 do 1997 wchodził w skład zarządu klubu piłkarskiego FK Sarajevo, a od 1997 do 2000 klubu siatkarskiego KK Bosna. Od 1999 do 2003 był członkiem zarządu fundacji charytatywnej Merhamet, a w latach 2000-2002 członkiem Rady Społeczności Islamskiej Bośni i Hercegowiny.
Bakir Izetbegović jest żonaty, mówi w języku angielskim. Jego żona, Sebija jest ginekolożką. Mają córkę Jasminę.

### Działalność polityczna
Bakir Izetbegović w czasie wojny w Bośni był osobistym sekretarzem swego ojca, ówczesnego prezydenta kraju. Należał także do Partii Akcji Demokratycznej (SDA). 
W latach 1992–2003 był członkiem zarządu SDA w kantonie Sarajewo. W latach 2003–2009 pełnił funkcję wiceprzewodniczącego partii. W 2009 bez powodzenia ubiegał się o urząd przewodniczącego, przegrywając z dotychczasowym liderem Sulejmanem Tihiciem. Wszedł natomiast w skład prezydium SDA. 
Od 2000 do 2002 zasiadał w Zgromadzeniu Kantonu Sarajewo. Od 2002 do 2006 był członkiem Izby Reprezentantów Federacji Bośni i Hercegowiny. W 2006 został deputowanym do Izby Reprezentantów Bośni i Hercegowiny (parlamentu centralnego). Wchodził w skład bośniackiej delegacji do Zgromadzenia Parlamentarnego Rady Europy. 
W czerwcu 2010 został mianowany kandydatem SDA na urząd członka Prezydium Republiki Bośni i Hercegowiny w wyborach powszechnych. W wyborach 3 października 2010 zdobył mandat, uzyskując 35% głosów poparcia i pokonując dotychczasowego członka Prezydium Harisa Silajdžicia (25% głosów). Przez komentatorów prasowych był określany mianem kandydata bardziej umiarkowanego i bardziej skłonnego do współpracy z pozostałymi dwoma społecznościami. 10 listopada 2010 został zaprzysiężony na stanowiska razem z dwoma pozostałymi członkami Prezydium. 
10 marca 2012 objął przewodnictwo prezydium Republiki Bośni i Hercegowiny na okres 8 miesięcy.